# Alderminster
Alderminster är en ort och civil parish i Storbritannien.   Den ligger i grevskapet Warwickshire och riksdelen England, i den södra delen av landet, 130 km nordväst om huvudstaden London. Alderminster ligger 51 meter över havet och antalet invånare är 452.
Terrängen runt Alderminster är huvudsakligen platt, men åt sydväst är den kuperad. Runt Alderminster är det ganska tätbefolkat, med 116 invånare per kvadratkilometer. Närmaste större samhälle är Stratford-upon-Avon, 6,7 km norr om Alderminster. Trakten runt Alderminster består till största delen av jordbruksmark.